# The Way We Weren't
The Way We Weren't, llamado Tal como no éramos en España y Nuestros años infelices en Hispanoamérica, es un episodio perteneciente a la decimoquinta temporada de la serie animada Los Simpson, estrenado en Estados Unidos por la cadena FOX el 9 de mayo de 2004. Fue escrito por J. Stewart Burns y dirigido por Mike B. Anderson. En el episodio, Homer y Marge cuentan sobre su primer noviazgo de niños pero se dan cuenta de que siendo pequeños, ya se habían conocido y no lo notaron para cuando llegaron a jóvenes.

## Sinopsis
Todo comienza cuando Homer y Bart pelean por el uso de una botella de cerveza, que Bart y Milhouse querían usar, y cuando la usan, por accidente Milhouse y Homer se besan. Todo lleva a un "juicio", llevado a cabo en la sala de los Simpson, con Lisa como juez. Marge, en un testimonio, les dice a los niños que cuando estaba en la escuela secundaria, le había dado su primer beso a Homer, pero este confiesa que no había sido en realidad su primer beso, impactándolos a todos. Luego comienza a contar la historia.
Cuando tenía 10 años, Homer había ido a un campamento para niños, en donde había conocido a Lenny, Carl, y a un coordinador, Moe. El campamento resulta ser más parecido a una prisión, en donde los hacen trabajar en la cocina de un campamento para niñas ricas, ubicado del otro lado de un lago. Homer encuentra unos frenos y se los devuelve a la niña que los había perdido, aunque no podía verla (los separaba la pared de la cocina). La niña le pide a Homer verlo esa noche, y Homer no le da su verdadero nombre, sino que dice llamarse "Elvis Jagger Abdul-Jabbar". Esa noche, Homer se lastima el ojo antes de ir a su cita con una navaja, por lo que debe usar un parche. Ya en el presente, Homer les dice a Bart y a Lisa que la niña era la más linda que había conocido antes de conocer a Marge, pero Marge admite que ella era esa niña impresionando a la familia una vez más. 
Marge cuenta su lado de la historia, diciendo que estaba en el campamento con Patty y Selma, Helen Lovejoy, Luann Van Houten y Cookie Kwan. En el campamento, mientras cenaban Marge por accidente deja sus frenos en la bandeja que es llevada a la cocina, pero inmediatamente un niño se los devuelve por medio de un elevador, ella muy agradecida le pregunta su nombre, a lo cual las otras niñas se burlan pensando que podría ser un nombre tonto como "Homer" este por el otro lado de la cortina, inventa un nombre falso, a lo cual los lleva a verse en la noche, cuando piensa qué podría hacerse, Marge decide plancharse su cabello, pero se había quemado con la plancha por accidente, y se había vuelto castaño; por eso Homer no la había reconocido en la escuela secundaria, cuando estaba con su tradicional cabello azul. Luego había conocido a Homer, y, en su cita, se habían besado. Durante el beso, Marge y Homer cuentan como fue la experiencia y suena de fondo un tema del grupo The Turtles, "So Happy Together", donde muestra el efecto del primer beso de la pareja. Luego habían acordado encontrarse nuevamente a la mañana siguiente, pero Homer no había ido a la cita. Marge menciona que no había podido confiar en ningún otro hombre durante años. Homer dice que no había ido a la otra cita porque se había caído de un precipicio hacia el lago, y la corriente lo había llevado a un campamento de niños gordos, en donde se los obligaba a adelgazar. En el campamento había otros niños, como el alcalde Quimby, el jefe Wiggum y el sujeto de las historietas cómicas. A pesar de que Homer había huido del campamento para gordos y había llegado al de Marge, la niña se había ido solo unos segundos antes de que Homer llegara, dejándolo a la merced de Patty y Selma (por esa razón Homer odia a sus cuñadas). 
Marge, en el presente, sabiendo la verdad, perdona a Homer, pero piensa que él no sería capaz de preservar su amor por mucho más tiempo. Homer intentando hacer que le perdone le recuerda la cosas malas que había hecho en temporadas anteriores (La pistola que le ocultó, la vez que demandó a la Iglesia y también haber arruinado la boda de Lisa en el futuro) y le demuestra que sí podría confiar en él, y le muestra una mitad de roca en forma de corazón que Marge y él habían conservado de niños, y que habían encontrado en su cita. Marge le muestra su mitad, que también había conservado (aunque por otra razón: Homer la guardaba para recordar a la niña mientras que Marge para recordar que no se podía confiar en los hombres), y los dos se abrazan felices en su cama.